# Dengizico
Dengizich (... – Impero bizantino, 469) è stato un sovrano unno, figlio di Attila, fu uno dei re degli Unni tra il 453 e la propria morte.

## Biografia
Attila morì nel 453 e il regno fu spartito tra i suoi figli Ellak, Ernakh e Dengizich.
Dopo la morte di suo fratello Ellak nella battaglia del fiume Nedao (454), il regno messo assieme dal padre cominciò a sgretolarsi a causa delle tribù germaniche che iniziarono a rifiutare il dominio unno. 
Dengizich e suo fratello Ernakh inviarono alcuni ambasciatori a Costantinopoli, per ottenere un trattato di pace e una zona commerciale sul Danubio. Inviarono gli ambasciatori direttamente al cospetto di Leone I, imperatore dell'Impero romano d'Oriente, ma questi rifiutò.
A questo punto gli Unni, assieme ad alcuni membri ancora fedeli, nel 467 oltrepassarono il Danubio ed attaccarono l'Impero d'Oriente.
Bisanzio ebbe la meglio e la guerra terminò nel 469. Dengizich fu catturato e decapitato, la sua testa portata a Costantinopoli ed esposta in trionfo per la città.